# En herrdag i höjden
En herrdag i höjden är en psalm om Kristi återkomst av okänd författare, i svenskt tryck 1718. En allvarsmättad text, där den kärva domsförkunnelsen i v.1 avlöses av en innerlig Jesus-bön i v. 2. 
Själva ordet "herrdag" är närmast en äldre benämning på "riksdag". Man påminns om skämtversen till riksdagsmännen på Karl XI:s tid: "Vad göras skall är redan gjort, / I herredagsmän, resen icke så fort." Denna "herrdag" framställs dock som en dit alla blir kallade, utan undantag, kvinnor såväl som män.
Melodin (D-moll, 4/4) är troligen svensk, men upphovsmannen är även i detta fall okänd (så kallad "folkmelodi").

## Publicerad som
- Nr 665 i Nya psalmer 1921, tillägget till 1819 års psalmbok under rubriken "De yttersta tingen: Uppståndelsen, domen och det eviga livet".
- Nr 591 i 1937 års psalmbok under rubriken "Uppståndelsen, domen och det eviga livet".
- Nr 315 i den ekumeniska delen av den svenska psalmboken (dvs psalm 1-325 i Den svenska psalmboken 1986, Cecilia 1986, Psalmer och Sånger 1987, Segertoner 1988 och Frälsningsarméns sångbok 1990) under rubriken "Kristi/Jesu återkomst".
- Nr 725 i Lova Herren 1988 under rubriken "Kristi återkomst, domen och det eviga livet".